# Еспеш
Еспеш (фр. Espèche) насеље је и општина у јужној Француској у региону Миди Пирене, у департману Горњи Пиринеји која припада префектури Бањер де Бигор.
По подацима из 2011. године у општини је живело 59 становника, а густина насељености је износила 22,1 становника/km². Општина се простире на површини од 2,67 km². Налази се на средњој надморској висини од 500 метара (максималној 619 m, а минималној 392 m).

## Демографија
| 1962. | 1968. | 1975. | 1982. | 1990. | 1999. | 2011. |
| ----- | ----- | ----- | ----- | ----- | ----- | ----- |
| 64    | 68    | 61    | 51    | 33    | 48    | 59    |

График промене броја становника у току последњих година